# Son Xic
Son Xic són unes antigues cases i redol rural i d'habitatges dispersos de Santa Maria del Camí.
L'origen d'aquestes cases està en una segregació de la Cavalleria de Santa Maria, cap a la part nord de la carretera d'Inca a Ciutat. La via del tren en marca el seu límit sud (Camí de sa Síquia). Els intents d'urbanització duits a terme en el segle XX sols han aconseguit integrar dins el centre urbà una petita part de l'àrea. Confronta amb Can Orell, Son Company, es Camp Gran i Can Borralló.